# Antonio Cassano
Antonio Cassano (n. 12 iulie 1982, Bari, Italia) este un fotbalist italian.
Cassano s-a născut în Bari la o zi după ce Italia a învins Germania în finala Campioantului Mondial de Fotbal din 1982. A fost crescut în cartierul Bari Vecchia și a început să joace de la o vârstă fragedă.

## Palmares
- Roma:
  - Supercoppa Italiana: 2001

- Real Madrid:
  - La Liga: 2006-07

Individual
- Serie A Young Footballer of the Year - 2001, 2003